# NGC 569
NGC 569 é uma galáxia espiral (Sbc) localizada na direcção da constelação de Pisces. Possui uma declinação de +11° 07' 54" e uma ascensão recta de 1 horas, 29 minutos e 07,1 segundos.
A galáxia NGC 569 foi descoberta em 1 de Outubro de 1864 por Albert Marth.